# Hôtel Radisson Blu (Nantes)
Pour les articles homonymes, voir Radisson (homonymie).
Ne doit pas être confondu avec palais de justice de Nantes.
L'hôtel Radisson Blu est un hôtel haut de gamme classé 4 étoiles, aménagé dans l'ancien palais de justice de Nantes situé place Aristide-Briand. Il est géré par le groupe hôtelier américain Carlson Rezidor Hotel Group et comporte 142 chambres (dont 20 suites) de grand standing.

## Histoire
La justice a été rendue à Nantes dans le château du Bouffay, puis dans l'hôtel de la Monnaie.
En 1842, le conseil général de Loire-Inférieure étudie le regroupement du palais de justice, de la prison et de la gendarmerie, dans un nouveau quartier de Nantes. Le lieu choisi pour la construction s'appelle alors la « tenue Bruneau », « tenue » terme désignant une parcelle maraîchère et « Bruneau » le nom du propriétaire.
Les architectes nantais Saint-Félix Seheult et Joseph-Fleury Chenantais, sont alors désignés pour mener à bien le projet. Ils présentent un bâtiment, contigu à la prison, de facture résolument néoclassique, dont la façade principale propose en son centre une majestueux fronton en saisie supporté de quatre double-colonnes. Celle-ci donnant accès à une salle des pas-perdus et son impressionnante colonnade.
Le projet est lancé sous Louis-Philippe Ier, roi des Français, et dure onze ans. Le bâtiment est inauguré le 2 mars 1852,.
L'édifice mesure 55 mètres de large et 65 mètres de long. Il compte trois étages desservis par quatre escaliers. À l'extérieur, sur le fronton, le sculpteur Étienne-Édouard Suc réalise une œuvre représentant la Justice protégeant l'Innocence. Son collègue Amédée Ménard réalise, pour encadrer l'escalier monumental d'accès au bâtiment, deux statues : la Force et la Loi. Devant sont placées deux statues de lion en bronze.
Les affaires les plus notables traitées dans le palais sont celle de l'affaire des congrégations (qui conclut à la condamnation du député le marquis de Dion, en 1903), celle de l'affaire de La Délivrance (en 1928), le procès opposant Aristide Briand à Léon Daudet, et le procès des insurgés de Cayenne (faisant suite à la mort de Jean Galmot), défendus principalement par Gaston Monnerville (en 1931).
Lors de la Seconde Guerre mondiale, les autorités allemandes saisissent les deux statues de lion pour en fondre le métal. Elles ne seront remplacées qu'en 1991, par des copies en pierre dues au sculpteur Mourad Horch,.
Le 19 décembre 1985, Georges Courtois prend en otage la cour d'assises pendant 36 heures aidé par deux complices.
Le palais restera le foyer de l'actualité judiciaire nantaise jusqu'à la fin des années 1990, période à laquelle il fut décidé de construire, sur l'île de Nantes, un nouveau palais de justice moderne et fonctionnel censé répondre aux exigences dues notamment à l'accroissement constant du volume des affaires traitées.
En juin 2000, le personnel judiciaire quitte le palais pour s'installer dans le nouvel édifice de Jean Nouvel. Quatre ans après, le ministère de la Justice restitue le bâtiment au département, qui en est légalement le propriétaire et prospecte aussitôt afin de trouver un nouvel usage pour le monument.
Nantes manquant d'établissements hôteliers de luxe, le conseil général de la Loire-Atlantique décide alors de reconvertir les 7 000 m2 construits sur 4 niveaux dans ce sens.
En 2018, lors de travaux, l'existence d'un tunnel entre l'ancienne prison située rue Descartes et l'ancien palais de justice est confirmé. Ce tunnel permettait de faciliter le transport des justiciables entre la prison et le tribunal.

## Reconversion
À la suite du concours lancé par le Conseil général de Loire-Atlantique en 2006, le groupement conduit par Axa Reim (investisseur) et Altarea Cogedim (promoteur), associés au Groupe hôtelier Carlson Rezidor Hotel Group, à l'architecte DTACC (Jacques Cholet qui a déjà conduit à la restructuration de l'hôtel Mariott-Champs-Élysées, et de l'hôtel Crillon à Paris) spécialisé dans la réhabilitation de bâtiments et au décorateur « Ocre Bleu » (Jean-Philippe Nuel) spécialiste de hôtellerie, est désigné lauréat en mai 2007. L'installation des équipements (mobilier, literie, confection...) ainsi que les livraisons du petit matériel ont été gérés par Dehoux Conseils.
Les travaux débutent en juillet 2010 et l'hôtel ouvre le 19 novembre 2012.
Il propose :
- 142 chambres (dont 15 suites) ;
- 1 000 m2 d'espace pour l'organisation de séminaires, réunions et événements ;
- un restaurant de 60 couverts ;
- un lounge bar.

L'ancienne salle des Pas Perdus est devenue le hall de réception et abrite le Restaurant & Bar "À Partager". Erwan Noblet, chef du restaurant, propose des plats élaborés à partir de produits frais et de la région et la cuisine est « faite maison ». L'établissement vise une clientèle d'affaires, de tourisme, mais reste ouvert sur la ville, avec possibilité de venir prendre un café, déjeuner, ou visiter les expositions d'art. La salle d'assises, ancienne cour d'assises du XIXe siècle, et la Coursive sont quant à elles aujourd'hui à disposition pour organiser des événements privés.

### Autres aménagements liés
La caserne de gendarmerie « Lafayette » située également sur la place a été réaménagée, afin d'héberger des commerces, des logements et un spa-balnéo, tandis que l'autre côté de la rue Descartes, l'ancienne maison d'arrêt construite en 1865 par Chenantais, attenante à l'hôtel, a définitivement fermé ses portes le 2 juin 2012 (remplacée par un nouvel établissement au nord-est de la ville). Désormais propriété de la SOVAFIM, elle doit faire l'objet fin 2013 d'un appel offre auprès de promoteurs qui devront conserver quelques éléments architecturaux comme le porche d’entrée, la cour intérieure et le bâtiment administratif du greffe, afin que les 10 402 m2 de friches laissent la place à des logements neufs et des commerces, tandis que l'ancien greffe et le portail abriteront respectivement un théâtre et un débit de boissons.
Le square Faustin-Hélie, d'une superficie de 3 800 m2, qui borde le bâtiment au nord et à l'est est resté ouvert au public (propriété du Conseil général, il ne fait cependant pas partie du patrimoine du palais) et a été réaménagé avec un aspect plus paysager grâce à la plantation d'arbustes et de pelouses. Des zones ludiques ont été créées avec des aires de jeux de ballons et des petites structures pour les enfants. Du mobilier de pique-nique avec des tables et des bancs a aussi été installé. Les deux lions de pierre situés autrefois à l'entrée du bâtiment y ont été également placés. La destruction de l'ancienne prison pourrait permettre l'extension du square le long de la rue Harouys.

## Cinéma
Le bâtiment a servi de décor pour les films Mercredi, folle journée ! de Pascal Thomas, sorti en 2001, et Vénus noire d'Abdellatif Kechiche, sorti en 2010.

## Galerie

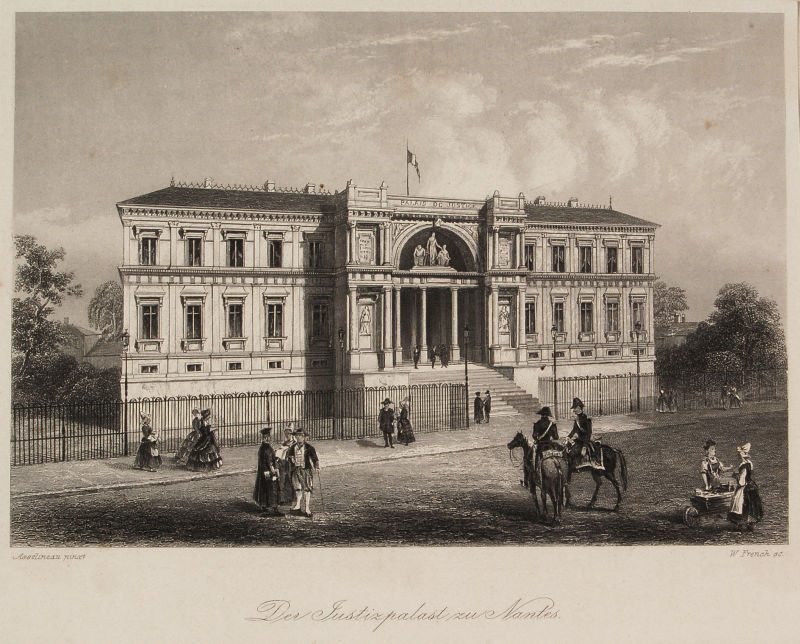
L'ancien palais de justice de Nantes, au XIXe siècle
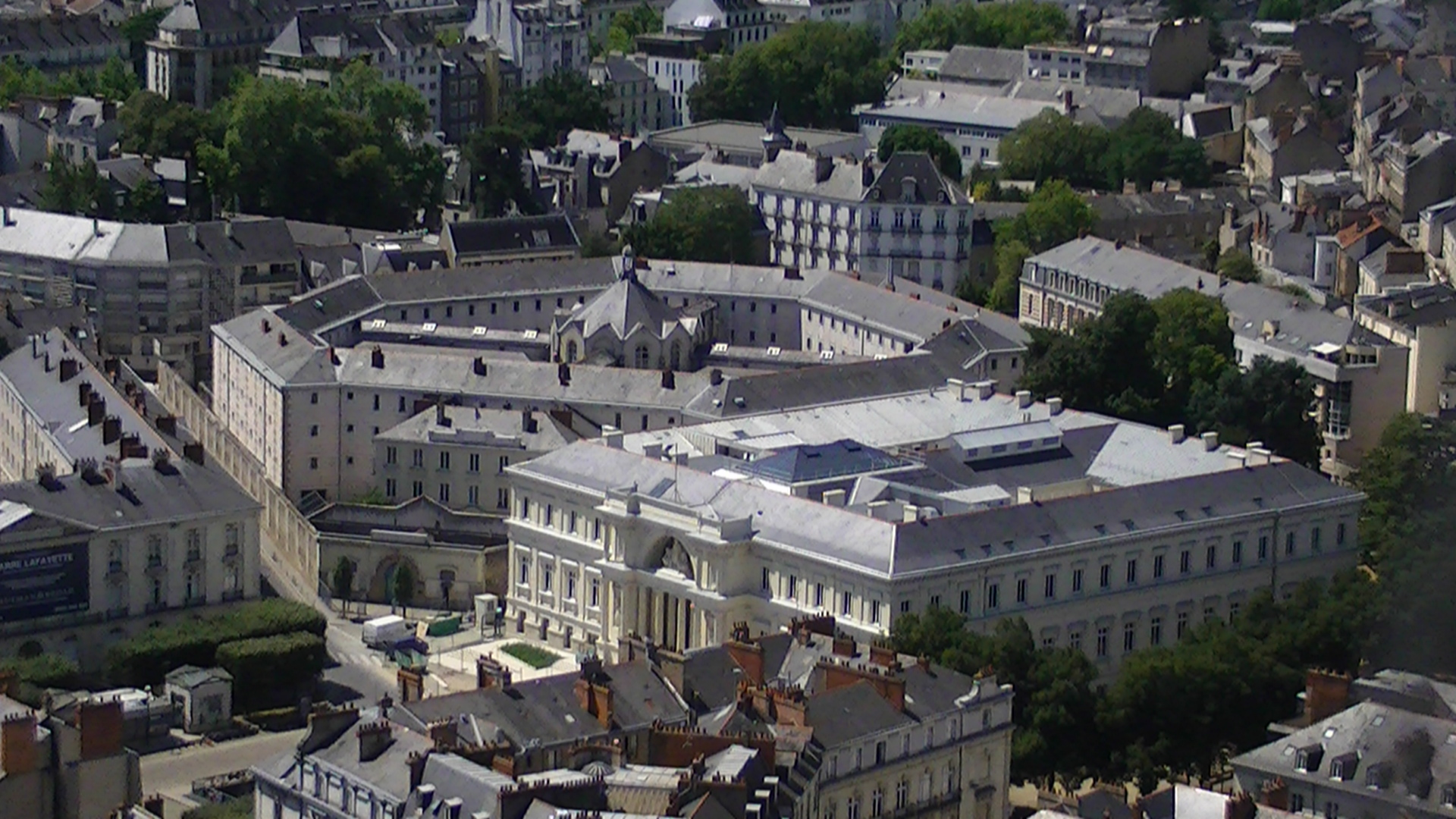
Ancienne Maison d'arrêt et ancien Palais de justice, vus de la Tour Bretagne
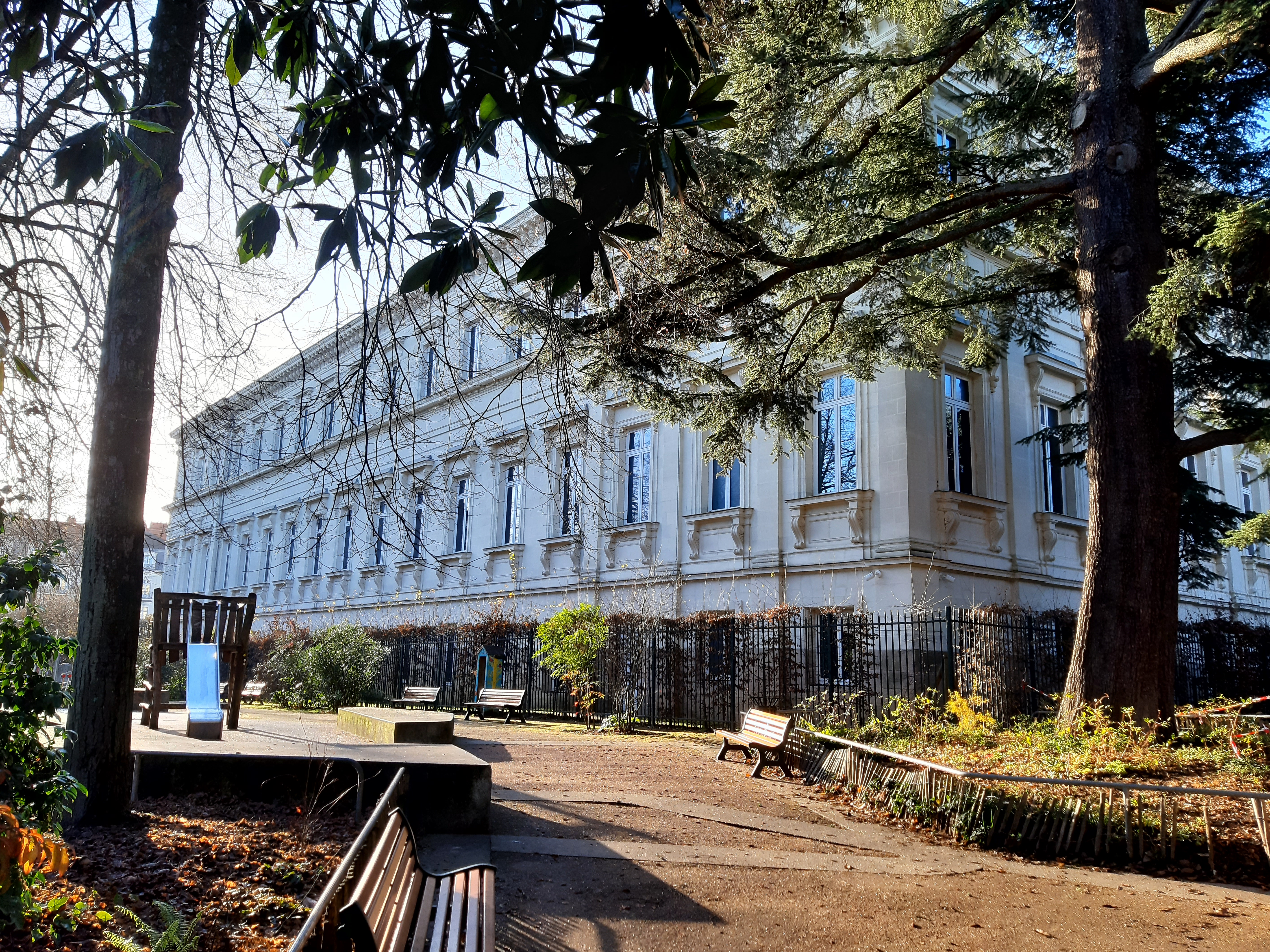
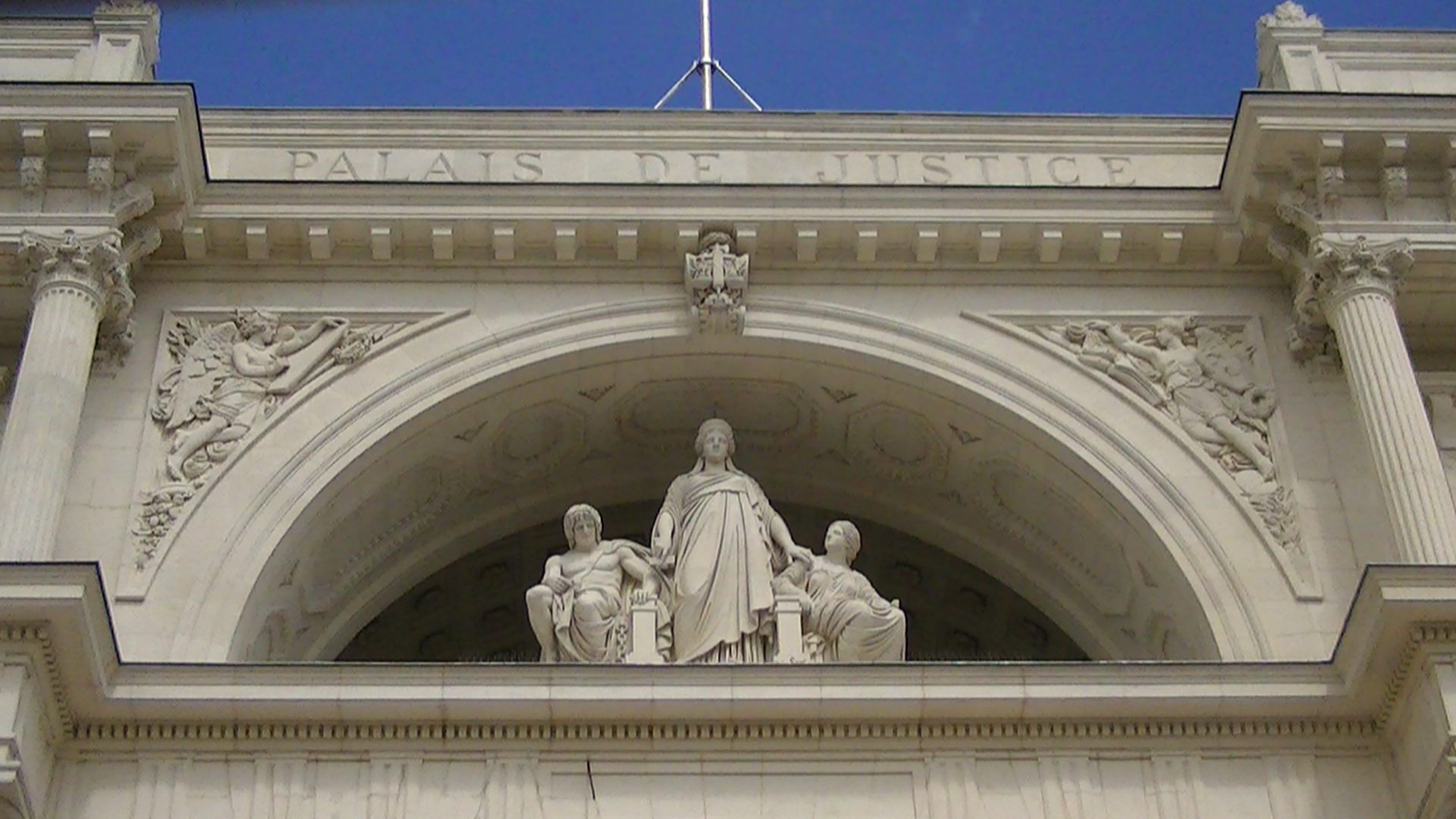
La Justice protégeant l'Innocence, Étienne-Édouard Suc